# 남양 제갈씨
남양 제갈씨(南陽諸葛氏)는 허난성 남양시를 본관으로 하는 한국의 성씨이다.

## 역사
촉나라 승상을 지낸 제갈량의 아버지 제갈규를 시조로 삼고 있다. 제갈규의 5세손인 제갈충이 한나라가 망하자 위(魏)나라에 불만을 품고 신라 미추이사금 때 신라로 망명하여, 남양 제갈씨의 중시조가 되었다. 고려 고종 때 제갈홍(諸葛泓)과 제갈형(諸葛瀅) 형제가 형인 제갈홍은 제씨(諸氏)로 하여 낭야군(瑯琊君)에 봉해지고, 아우 제갈형은 갈씨(葛氏)로 하여 남양군에 봉해지면서 성씨가 나뉘었다. 조선 고종 때 성씨 복원운동으로 제씨와 갈씨 일부가 제갈씨로 복성(復姓)하였다.

## 인물
- 제갈윤신(諸葛允信) : 조선 말기 항일 독립운동 의병장. 경북 영덕 출신. 철원, 평강 등지에서 일본군과 싸워 전공을 세우고, 일본군의 야간 습격을 받아 전사하였다.
- 제갈정웅(諸葛政雄) : 제6대 대림대학 총장
- 제갈융우(諸葛隆佑) : 인천지방검찰청 검사장
- 제갈영종(諸葛榮鍾) : 전남대학교 의과대학 교수
- 제갈원영(諸葛院英) : 인천광역시의회의원
- 제갈경배 : 제48대 대전지방국세청장
- 제갈성렬(諸葛成烈) : 대한민국 스피드 스케이팅 국가대표
- 제갈이술(諸葛二述, 제62대손) : 제12대 대구 고산농협 조합장
- 제갈청 : 변호사

## 인구
- 1985년 830가구 3,473명
- 2000년 1,336가구 4,374명

## 같이 보기
- 제갈량
- 칠원 제씨
- 남양 갈씨

## 참고 자료
- “제갈씨(諸葛氏) 본관(本貫) 남양(南陽)”. 《한국족보출판사》. 2022년 11월 29일에 원본 문서에서 보존된 문서.